# Helmut Neef
Helmut Neef (* 3. Juli 1920 in Griesbach; † 2000) war ein deutscher Historiker. Von 1954 bis 1989 war er an der Parteihochschule „Karl Marx“ beim ZK der SED tätig.

## Werdegang
Der Arbeitersohn erhielt eine Ausbildung zum Chemiker. Während des Zweiten Weltkriegs leistete er Kriegsdienst in der Wehrmacht und war nach schwerer Verwundung in sowjetischer Kriegsgefangenschaft und dort zwei Jahre im Lazarett.
Nach seiner Rückkehr im Jahr 1945 wurde der damalige Chemievolontär im erzgebirgischen Affalter im Antifa-Ausschuss tätig. Er wurde 1945 Mitglied der KPD und mit der Zwangsvereinigung von SPD und KPD 1946 wurde er Mitglied der SED. Neef besuchte einen Lehrerkursus und arbeitete ab November 1945 als Neulehrer in Affalter. Nebenbei studierte er, um die Lehrerprüfung in Geographie und Geschichte abzulegen. Zu Beginn der 1950er Jahre ernannte man ihn zum Direktor einer Erweiterten Oberschule in Aue im sächsischen Erzgebirge. 1953 wurde er an die Parteihochschule „Karl Marx“ beim ZK der SED delegiert, wo er nach Abschluss des Studiums ab 1954 Dozent wurde.  
Er promovierte dort 1959 zum Dr. phil. und wurde 1958 ordentlicher Professor mit Lehrstuhl Geschichte der SED. 1964 übernahm Neef den Lehrstuhl für Geschichte der deutschen Arbeiterbewegung und wurde von Hanna Wolf zum stellvertretenden Direktor der Parteihochschule ernannt. Seine Verantwortungsbereiche waren die Forschung, der wissenschaftliche Nachwuchs und die Publikationstätigkeit der Schule. An der Parteihochschule „Karl Marx“ war er bis 1989 tätig.
Neef forschte und veröffentlichte zur Geschichte der deutschen Arbeiterbewegung und zur Geschichte der DDR. Er war Vizepräsident der Historiker-Gesellschaft der DDR und gehörte dem Redaktionskollegium der Zeitschrift für Geschichtswissenschaft an.
Als ehemaliger Oberschullehrer in Aue war er u. a. Autor bzw. Mitautor folgender ortshistorischer Veröffentlichungen: Revolutionäre Traditionen des Kampfes der Arbeiter in Aue und Umgebung (1971, abgedruckt in den Sächsischen Heimatblättern), 1173–1973 Aue. Eine Stadt und ihre Bürger.

## Auszeichnungen
- 1964: Vaterländischer Verdienstorden in Silber
- 1965: Dr.-Theodor-Neubauer-Medaille in Gold[3]
- 1980: Vaterländischer Verdienstorden in Gold
- 1984: Nationalpreis der DDR III. Klasse für Wissenschaft und Technik (als Mitglied des Kollektivs „Geschichte der DDR“)
- 1988: Großer Forschungspreis der Parteihochschule „Karl Marx“[4]

## Schriften
- (mit Lothar Berthold) Militarismus und Opportunismus gegen die Novemberrevolution Rütten & Loening, Berlin 1958
- Der Freiheit Morgenrot: Das deutsche Volk im Kampf um Einheit und Frieden 1945–1947, Kongreß-Verlag, Berlin 1960
- Zur Geschichte der deutschen Arbeiterbewegung im 19. Jahrhundert, Dietz, Berlin 1962
- Entscheidende Tage im Oktober 1949: Gründung der Deutschen Demokratischen Republik, Dietz, Berlin 1979
- Vier Tage rote Fahnen in den Straßen von Paris. Die Kämpfe des Pariser Proletariats 1848 im Spiegel deutschsprachiger Presse, Berlin 1983.